# 梅东路站
梅东路站是广州地铁13号线的在建车站，位于中国广东省广州市越秀区东风东路梅东路口西侧。车站预计于2027年启用。

## 车站结构
梅东路站为地下二层岛式站台车站，长276米，标准段宽22.6米，沿东风东路布置。为减小施工对地面交通的影响，本站采用暗挖法之一的洞桩法施工。

### 车站楼层
梅东路站地面为车站各出入口，地下一层为站厅，地下二层为13号线站台。
| 地下一层 | 站厅                       | 售票機、客服中心、商店、警务室、安检设施 |  |  |
| 地下二层 | 2 站台                     | █13号线 朝阳方向（下站：农林下路）       |  |  |
|          | 岛式站台（卫生间、母婴室） |                                          |  |  |
|          | 1 站台                     | █13号线 新沙方向（下站：花城广场北）     |  |  |

### 站台
本站设有一个岛式站台。

### 出入口
本站规划设置A、B、D三个出入口。

## 历史
13号线最初的规划中，并没有梅东路站。为改善东风东路的交通条件，当局在13号线二期环评时增加了本站。2018年8月，车站总评规划获批复。
车站于2020年1月开始围蔽施工，2023年完成初支扣拱施工。